# موش چینچیلای درختی آشانینکا
 موش چینچیلای درختی آشانینکا (نام علمی: Cuscomys ashaninka) نام یک گونه از سرده موش چینچیلای درختی است.